# برنارد ألفاريز
برنارد ألفاريز (بالإنجليزية: Bernard Alvarez)‏ هو مهندس أمريكي، ولد في 14 ديسمبر 1939 في جاكسونفيل في الولايات المتحدة.

## وصلات خارجية
- برنارد ألفاريز على موقع Racing-Reference.info (الإنجليزية)